# Anna Smashnova
Anna Smashnova es una tenista israelí, aunque nacida en Minsk (Bielorrusia). Nació el 16 de julio de 1976, y ha ganado 12 títulos individuales de la WTA.

## Títulos (12; 12+0)

### Individuales (12)
| Leyenda               |
| Grand Slam (0)        |
| WTA Championships (0) |
| Tier I Event (0)      |
| WTA Tour (12)         |

| N.º | Fecha                    | Torneo       | Superficie    | Oponente en la final | Resultado   |
| --- | ------------------------ | ------------ | ------------- | -------------------- | ----------- |
| 1.  | 19 de junio de 1999      | Taskent      | Dura          | Laurence Courtais    | 6-3 6-3     |
| 2.  | 29 de julio de 2000      | Knokke-Heist | Tierra batida | Dominique Van Roost  | 6-2 7-5     |
| 3.  | 12 de enero de 2002      | Auckland     | Dura          | Tatiana Panova       | 6-2 6-2     |
| 4.  | 19 de enero de 2002      | Canberra     | Dura          | Tamarine Tanasugarn  | 7-5 7-6(2)  |
| 5.  | 22 de junio de 2002      | Viena        | Tierra batida | Iroda Tulgayanova    | 6-4 6-1     |
| 6.  | 21 de septiembre de 2002 | Shanghái     | Dura          | Anna Kournikova      | 6-2 6-3     |
| 7.  | 8 de agosto de 2003      | Sopot        | Tierra batida | Klara Koukalova      | 6-2 6-0     |
| 8.  | 16 de agosto de 2003     | Helsinki     | Tierra batida | Jelena Kostanic      | 4-6 6-4 6-0 |
| 9.  | 28 de mayo de 2004       | Viena        | Tierra batida | Alicia Molik         | 6-2 3-6 6-2 |
| 10. | 23 de julio de 2005      | Módena       | Tierra batida | Tathiana Garbin      | 6-6 y ret.  |
| 11. | 6 de septiembre de 2005  | Budapest     | Tierra batida | Catalina Castaño     | 6-2 6-2     |
| 12. | 5 de agosto de 2006      | Budapest     | Tierra batida | Lourdes Domínguez    | 6-1 6-3     |

### Finalista en individuales (1)
- 2006: Forest Hills (pierde ante Meghann Shaughnessy).

### Clasificación en torneos del Gran Slam
| Torneo                 | 2007 | 2006 | 2005 | 2004 | 2003 | 2002 | 2001 | 2000 | 1999 | 1998 | 1997 | 1996 | 1995 | 1994 | Títulos |
| ---------------------- | ---- | ---- | ---- | ---- | ---- | ---- | ---- | ---- | ---- | ---- | ---- | ---- | ---- | ---- | ------- |
| Australian Open        | 1r   | 1r   | 3r   | 2r   | 3r   | 1r   | 1r   | 1r   | 2r   | -    | -    | 2r   | 3r   | 2r   | 0       |
| Roland Garros          | 1r   | 1r   | 2r   | 3r   | 2r   | 1r   | 1r   | 1r   | 3r   | 4r   | -    | 1r   | 4r   | 2r   | 0       |
| Wimbledon              | 1r   | 1r   | 1r   | 1r   | 1r   | 1r   | 1r   | 3r   | 1r   | 1r   | -    | 1r   | 1r   | 2r   | 0       |
| US Open                | -    | 1r   | 2r   | 1r   | 1r   | 2r   | 1r   | 1r   | 1r   | 1r   | -    | -    | 1r   | 3r   | 0       |
| WTA Tour Championships | -    | -    | -    | -    | -    | 1r   | -    | -    | -    | -    | -    | -    | -    | -    | 0       |